# Дубровка (Кормиловский район)
Дубровка — деревня в Кормиловском районе Омской области России. В составе Алексеевского сельского поселения.

## История
Основана в 1914 году. В 1928 году состояла из 114 хозяйств, основное население — русские. Центр Дубровского сельсовета Корниловского района Омского округа Сибирского края.

## Население
| 2010 |
| ---- |
| 138  |